# Cambará do Sul
Cambará do Sul es un municipio brasileño del Estado de Río Grande del Sur, ubicado a 200 kilómetros de Porto Alegre, capital estatal.

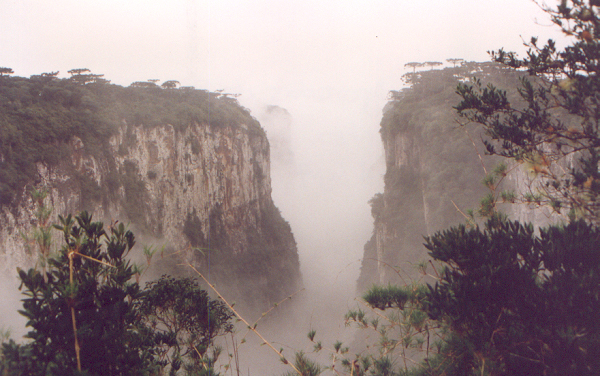
Cañón de Itaimbezinho.

Situado en la sierra Gaúcha, a más de 1000 metros sobre el nivel del mar, ofrece infraestructura turística para quien visita el parque nacional de Aparados da Serra y su vecino catarinense, el parque nacional da Serra Geral. Un punto perdido en el mapa hasta hace poco tiempo, Cambará do Sul es actualmente un importante punto del país para la práctica de ecoturismo, con bellos paisajes y un óptimo clima. 
Gran parte del actual desarrollo del municipio se debe a la infraestructura vial construida en los últimos años. Cabe destacar el último tramo de la llamada "Ruta del Sol" (RS 486) que ha permitido el tránsito entre las tierras altas de la sierra y el litoral sin necesidad de pasar por Porto Alegre.